# هالفورد مکیندر
سر هالفورد جان مکیندر (انگلیسی: Sir Halford John Mackinder؛ ۱۵ فوریه ۱۸۶۱–۶ مارس ۱۹۴۷) جغرافی‌دان، استاد دانشگاه و سیاستمدار انگلیسی و یکی از بنیانگذاران ژئوپلیتیک و ژئواستراتژی بود. او نخستین مدیر دانشگاه ریدینگ از سال ۱۸۹۲ تا ۱۹۰۳ و مدیر مدرسه اقتصاد لندن از سال ۱۹۰۳ تا ۱۹۰۸ بود. او ضمن ادامه کار آموزشی خود به صورت پاره وقت، از سال ۱۹۱۰ تا ۱۹۲۲ نماینده مجلس گلاسکو کاملاچی نیز بود. از سال ۱۹۲۳، استاد جغرافی در دانشکده اقتصاد لندن بود.
هالفورد نژادپرستی بود که مردم سواحیلی را «شتر انسان» می‌خواند، او پس از قتل هشت تن از باربرهای آفریقایی خود در هنگام سفرش در کوه کنیا بدنام شد.